# Астрал (серия фильмов)
«Астрал» (англ. Insidious — коварный, скрытый) — серия фильмов сценариста Ли Уоннелла, снимающаяся с 2010 года. Серия фильмов была выпущена компанией Blumhouse Productions и состоит из 5 фильмов ужасов, начиная с «Астрала» (2010) и на данный момент заканчивая «Астрал 5: Красная дверь» (2023).
Серия фильмов была спродюсирована Джейсоном Блумом, а главную роль медиума Элис Райнер во всех частях франшизы исполнила Лин Шэй. Над серией фильмов работали режиссёры Джеймс Ван, Ли Уоннелл и Адам Робител.

## Список фильмов
| Фильм                    | Год              | Оригинальное название         | Режиссёр      | Сценарий   | Сценарий                |
| Фильм                    | Год              | Оригинальное название         | Режиссёр      | Сценарий   | Сюжет                   |
| ------------------------ | ---------------- | ----------------------------- | ------------- | ---------- | ----------------------- |
| Астрал                   | 1 апреля 2011    | Insidious                     | Джеймс Ван    | Ли Уоннелл | Ли Уоннелл              |
| Астрал: Глава 2          | 13 сентября 2013 | Insidious: Chapter 2          | Джеймс Ван    | Ли Уоннелл | Ли Уоннелл и Джеймс Ван |
| Астрал 3                 | 5 июня 2015      | Insidious: Chapter 3          | Ли Уоннелл    | Ли Уоннелл | Ли Уоннелл              |
| Астрал 4: Последний ключ | 5 января 2018    | Insidious: The Last Key       | Адам Робител  | Ли Уоннелл | Ли Уоннелл              |
| Астрал 5: Красная дверь  | 7 июля 2023      | Insidious: The Red Door       | Патрик Уилсон | Скотт Тимс | Ли Уоннелл и Скотт Тимс |
| Астрал 6                 | 21 августа 2026  | Untitled sixth Insidious film | TBA           | TBA        | TBA                     |

## Студии
|                       | Астрал | Астрал: Глава 2 | Астрал 3 | Астрал 4: Последний ключ | Астрал 5: Красная дверь |
| --------------------- | ------ | --------------- | -------- | ------------------------ | ----------------------- |
| Alliance Films        |        |                 |          |                          |                         |
| IM Global             |        |                 |          |                          |                         |
| Stage 6 Films         |        |                 |          |                          |                         |
| Blumhouse Productions |        |                 |          |                          |                         |
| FilmDistrict          |        |                 |          |                          |                         |
| Entertainment One     |        |                 |          |                          |                         |
| Focus Features        |        |                 |          |                          |                         |
| Universal Studios     |        |                 |          |                          |                         |
| Screen Gems           |        |                 |          |                          |                         |

## Съёмочная группа
| Роль       | Фильм                   | Фильм                   | Фильм                   | Фильм                    |                         |
| Роль       | Астрал                  | Астрал: Глава 2         | Астрал: Глава 3         | Астрал 4: Последний ключ | Астрал 5: Красная дверь |
| ---------- | ----------------------- | ----------------------- | ----------------------- | ------------------------ | ----------------------- |
| Режиссёр   | Джеймс Ван              | Джеймс Ван              | Ли Уоннелл              | Адам Робител             | Патрик Уилсон           |
| Продюсер   | Джейсон Блум, Орен Пели | Джейсон Блум, Орен Пели | Джейсон Блум, Орен Пели | Джейсон Блум, Орен Пели  | Джейсон Блум, Орен Пели |
| Сценарист  | Ли Уоннелл              | Ли Уоннелл              | Ли Уоннелл              | Ли Уоннелл               | Скотт Тимс              |
| Композитор | Джозеф Бишара           | Джозеф Бишара           | Джозеф Бишара           | Джозеф Бишара            | Джозеф Бишара           |
| Оператор   | Джон Р. Леонетти        | Джон Р. Леонетти        | Брайан Пирсон           | Тоби Оливер              | Отем Икин               |

## Кассовые сборы
| Фильм                    | Кассовые сборы, в том числе: | Кассовые сборы, в том числе: | Кассовые сборы, в том числе: | Бюджет      | Год          | Источники |
| Фильм                    | США                          | Другие страны                | Всего                        | Бюджет      | Год          | Источники |
| ------------------------ | ---------------------------- | ---------------------------- | ---------------------------- | ----------- | ------------ | --------- |
| Астрал                   | $54 009 150                  | $43 000 000                  | $97 009 150                  | $1 500 000  | 2011         | [ 1 ]     |
| Астрал: Глава 2          | $83 586 447                  | $78 332 871                  | $161 919 318                 | $5 000 000  | 2013         | [ 2 ]     |
| Астрал 3                 | $52 218 558                  | $60 765 331                  | $112 983 889                 | $10 000 000 | 2015         | [ 3 ]     |
| Астрал 4: Последний ключ | $67 745 330                  | $100 140 258                 | $167 885 588                 | $10 000 000 | 2018         | [ 4 ]     |
| Астрал 5: Красная дверь  | $82 060 008                  | $105 990 924                 | $188 050 932                 | $16 000 000 | 2023         | [ 5 ]     |
| Итого                    | $339 619 493                 | $388 229 384                 | $727 848 877                 | $42 500 000 | за все время | -         |

## Критика
| Фильм                    | Rotten Tomatoes    | Metacritic      | CinemaScore |
| ------------------------ | ------------------ | --------------- | ----------- |
| Астрал                   | 67 % (177 отзывов) | 52 (30 отзывов) | B           |
| Астрал: Глава 2          | 39 % (133 отзыва)  | 40 (30 отзывов) | B+          |
| Астрал 3                 | 57 % (129 отзыва)  | 52 (26 отзывов) | B+          |
| Астрал 4: Последний ключ | 33 % (113 отзыва)  | 49 (23 отзыва)  | B−          |
| Астрал 5: Красная дверь  | 38% (113 отзывов)  | 45 (24 отзыва)  | C+          |
| Итог                     | 49 %               | 48              | B           |